# Lekhalong-la-Molimo-Nthuse
Lekhalong-la-Molimo-Nthuse oder God Help Me Pass (dt.: „Gott-Hilf-Mir-Pass“) ist ein Gebirgspass mit einer Höhe von 2318 m im Westen von Lesotho, im Distrikt Maseru. Er ist der zweite Pass der A3 auf dem Weg in das zentrale Hochland. Die Straße steigt vom Dorf Setibing aus steil an. In der Nähe des Scheitels gibt es ein Basotho Pony Trekking Centre. Die Straße folgt teilweise dem Verlauf des Makhaleng bei Setibing. Der höhere Lekhalong-la-Thaba-Putsoa (Blue Mountain Pass, 2641 m) liegt einige Kilometer weiter östlich, während der erste Pass, Lekhalong-la-Baroa (Bushman’s Pass, 2266 m) etwa 10 km weiter westlich und oberhalb des Dorfes Nazareth liegt.